# 벌레근 (손)
벌레근(lumbricals) 또는 충양근(蟲樣筋)은 손의 자체기원근육으로, 한쪽 손에 4개씩 존재한다. 손허리손가락관절을 굽히고, 손가락사이관절을 펴는 작용을 한다. "lumbrical"이라는 용어는 라틴어로 "벌레"를 뜻하는 단어이다.
발의 벌레근도 비슷한 작용을 하지만, 손의 벌레근에 비해 그 임상적 중요성은 비교적 낮다.

## 구조
벌레근은 양손에 각각 네 개씩 존재하는, 작은 벌레 모양의 근육이다. 벌레근이 특이한 점은 뼈에 붙지 않는다는 것이다. 대신 벌레근은 몸쪽에서는 깊은손가락굽힘근 힘줄에서 기시하며, 먼쪽으로는 폄근널힘줄에 닿는다. 첫째와 둘째 벌레근은 반깃근(unipennate)이며, 셋째와 넷째 벌레근은 깃근육(bipennate)이다. 보다 구체적으로 각각의 벌레근의 이는곳과 닿는곳을 기술하면 다음과 같다.

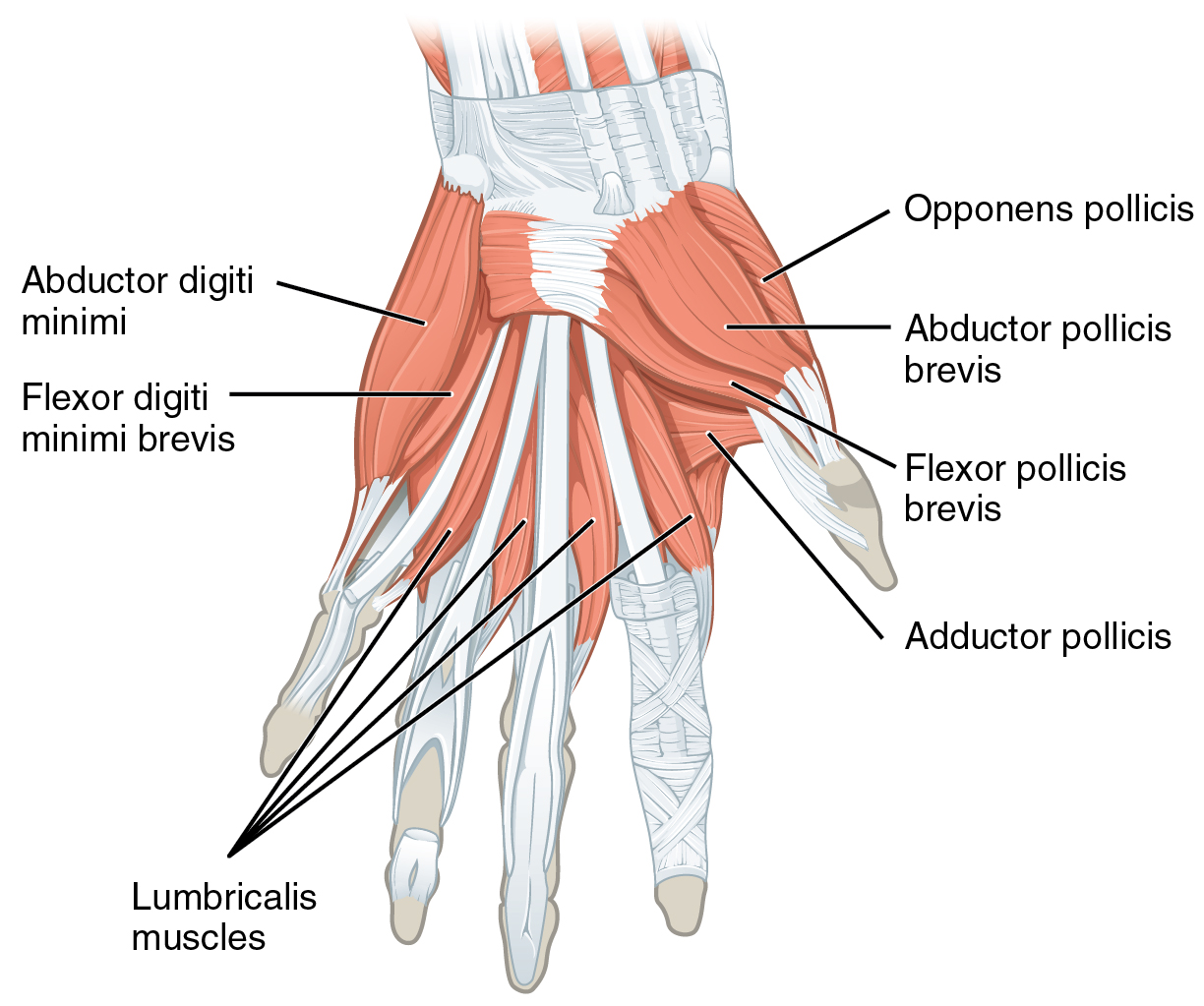
왼쪽 손바닥의 근육. 벌레근은 그림의 왼쪽 아래에 표시되어 있다.

| 번호 | 형태   | 이는곳 | 닿는곳                                                                                           |
| 첫째 | 반깃근 | 가장 가쪽의 깊은손가락굽힘근 힘줄, 즉 집게손가락으로 가는 힘줄의 노쪽(가쪽) 측면에서 일어남                                                                        | 집게손가락의 노쪽 측면을 따라 뒤쪽으로 주행하여 둘째 손허리손가락관절 근처의 폄근널힘줄에 닿음   |
| 둘째 | 반깃근 | 가운뎃손가락으로 가는 깊은손가락굽힘근 힘줄의 노쪽(가쪽) 측면에서 일어남                                                                                           | 가운뎃손가락의 노쪽 측면을 따라 뒤쪽으로 주행하여 셋째 손허리손가락관절 근처의 폄근널힘줄에 닿음 |
| 셋째 | 깃근육 | 한 갈래는 약손가락으로 가는 깊은손가락굽힘근 힘줄의 노쪽(가쪽) 측면에서, 나머지 한 갈래는 가운뎃손가락으로 가는 깊은손가락굽힘근 힘줄의 자쪽(안쪽) 측면에서 일어남 | 약손가락의 노쪽 측면을 따라 뒤쪽으로 주행하여 폄근널힘줄에 닿음                                  |
| 넷째 | 깃근육 | 한 갈래는 새끼손가락으로 가는 깊은손가락굽힘근 힘줄의 노쪽(가쪽) 측면에서, 나머지 한 갈래는 약손가락으로 가는 깊은손가락굽힘근 힘줄의 자쪽(안쪽) 측면에서 일어남   | 새끼손가락의 노쪽 측면을 따라 뒤쪽으로 주행하여 폄근널힘줄에 닿음                                |

### 신경 분포
첫째와 둘째 벌레근, 즉 가쪽의 두 벌레근은 정중신경의 지배를 받는다. 셋째와 넷째 벌레근, 즉 안쪽의 두 벌레근은 자신경의 지배를 받는다. 이것이 일반적인 벌레근의 신경 분포 양상으로, 전체 인구의 60% 정도를 차지한다. 그러나, 정중신경과 자신경이 분포하는 벌레근의 개수 비가 1:3인 경우(전체의 20%)와 3:1인 경우(전체의 20%)도 존재한다. 한편 벌레근의 신경 분포는 해당 벌레근과 위치상 연관되어 있는 깊은손가락굽힘근의 근육단위를 항상 따른다. 가령, 가운뎃손가락으로 가는 깊은손가락굽힘근 힘줄과 연결된 근육단위가 정중신경의 지배를 받는 경우, 둘째 벌레근 역시 항상 정중신경의 지배를 받는다.

### 혈액 공급
얕은손바닥동맥활, 온바닥쪽손가락동맥, 깊은손바닥동맥활, 등쪽손가락동맥이 모두 독립적으로 벌레근에 혈액을 공급한다.

## 작용
벌레근은 뼈사이근의 도움을 받아, 해당 벌레근이 닿는 손가락의 손허리손가락관절을 굽히고 몸쪽과 먼쪽손가락사이관절을 모두 펴는 작용을 동시에 한다. 글을 쓰는 경우 획을 위로 그을 때 벌레근을 사용한다.

## 추가 이미지

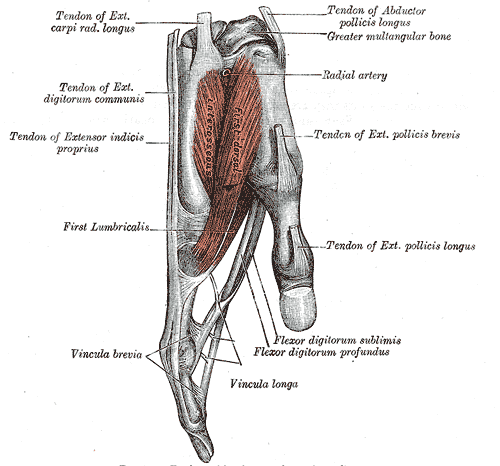
손가락의 힘줄과 힘줄끈
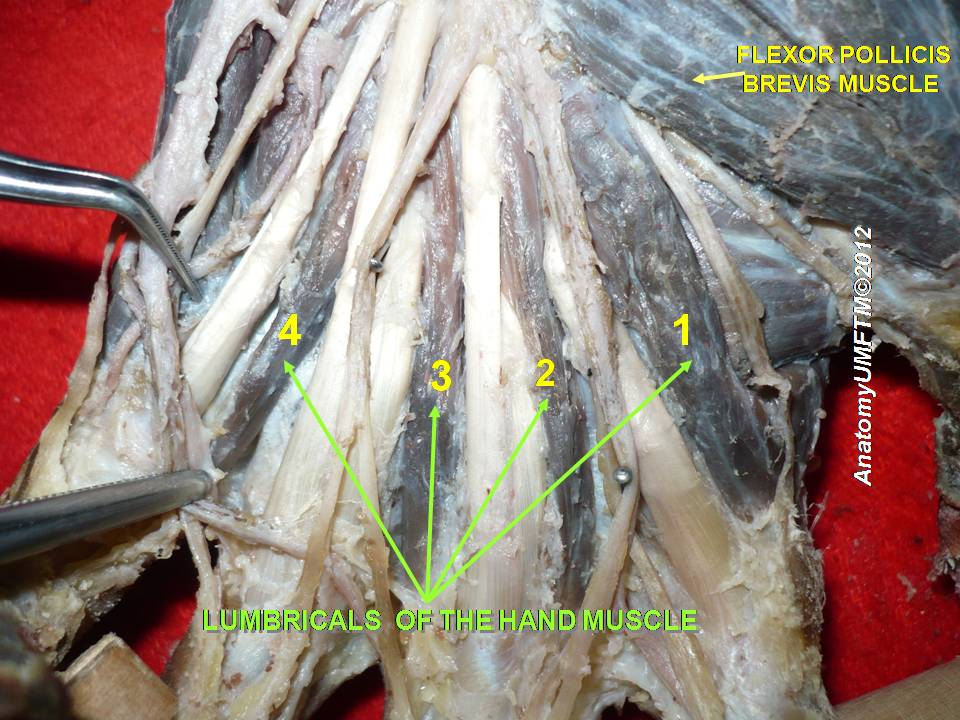
손의 벌레근
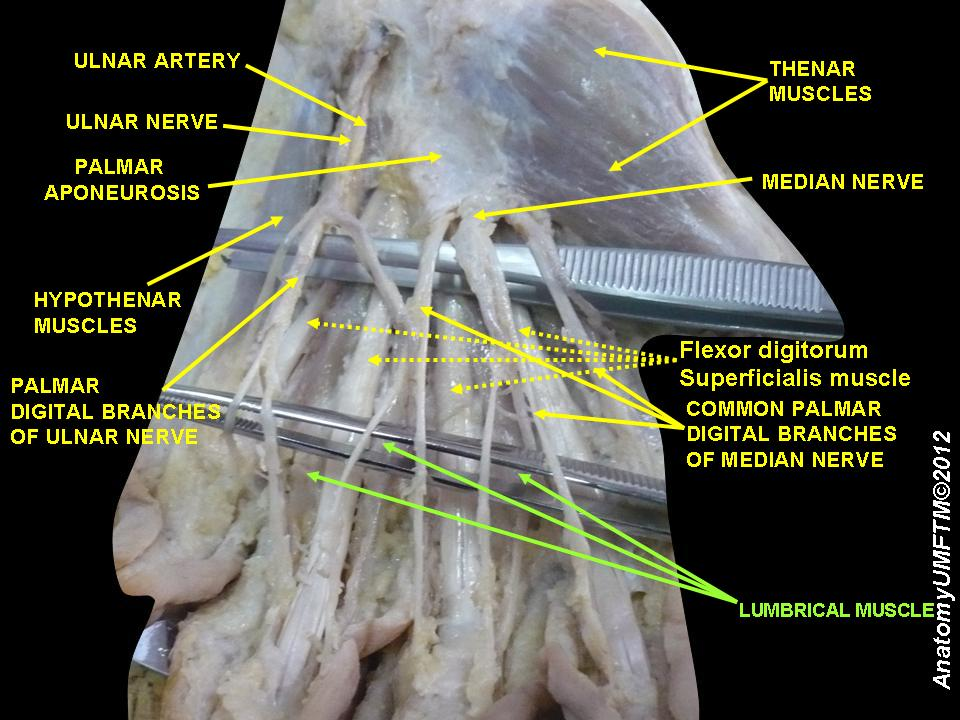
손의 벌레근
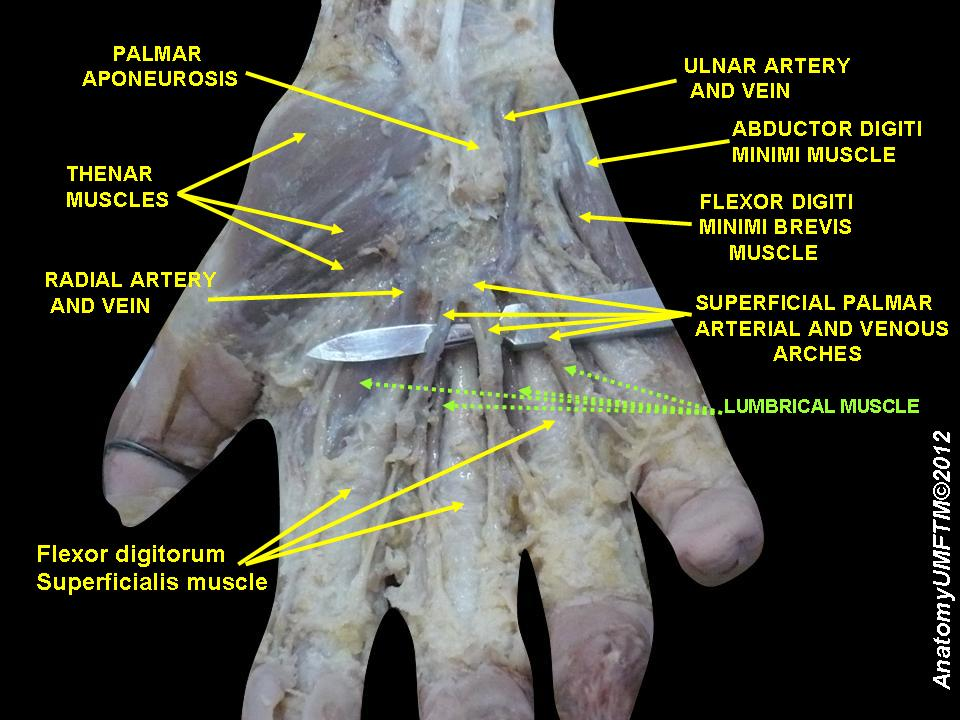
벌레근
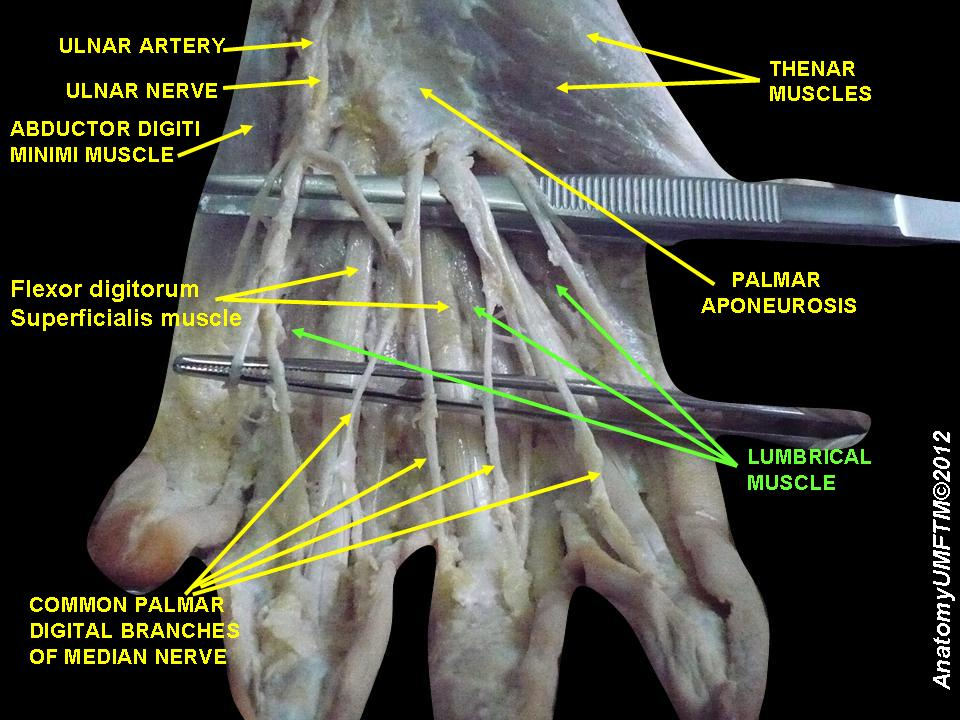
벌레근
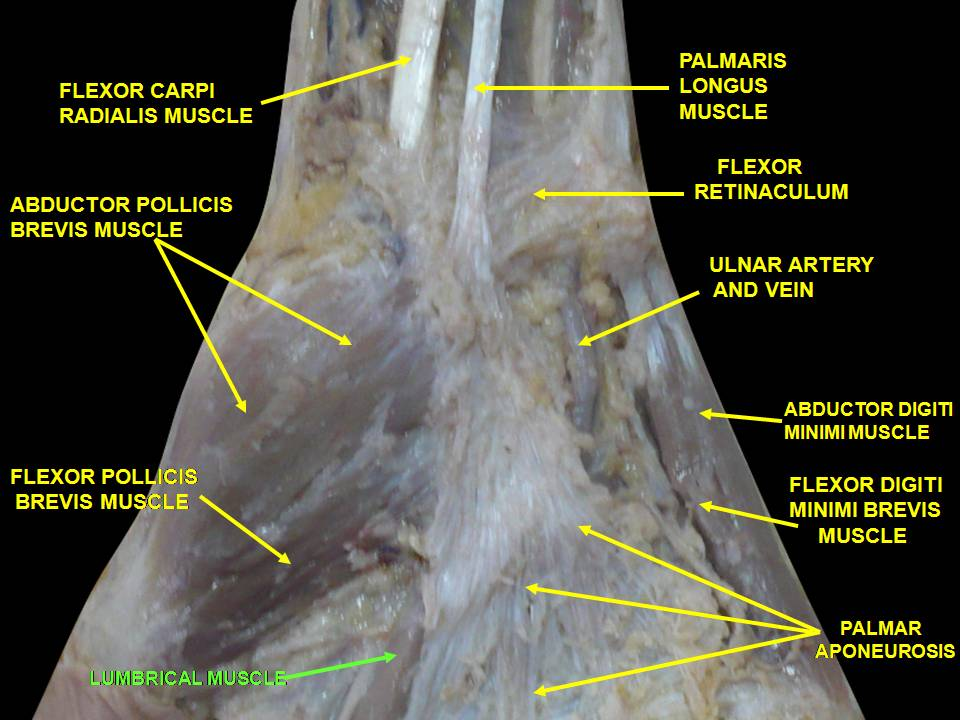
벌레근
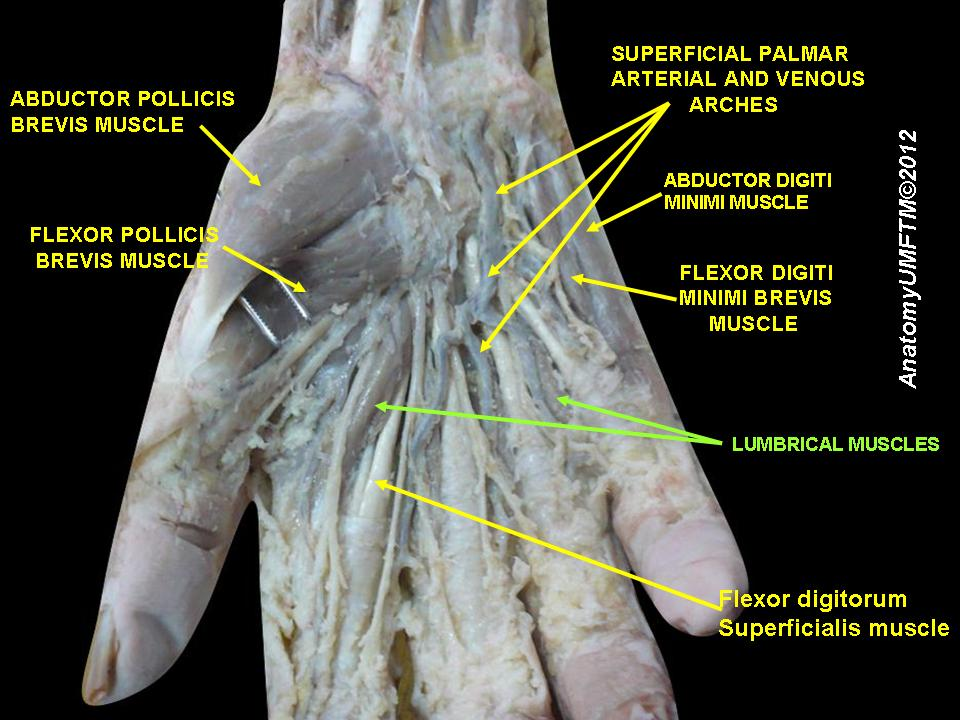
벌레근
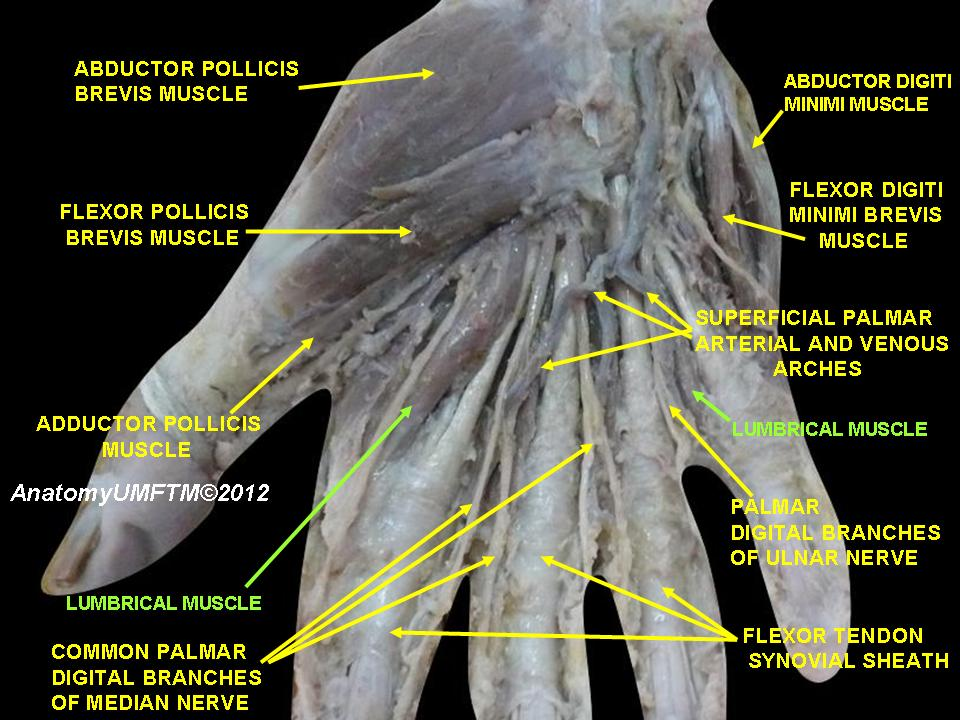
벌레근
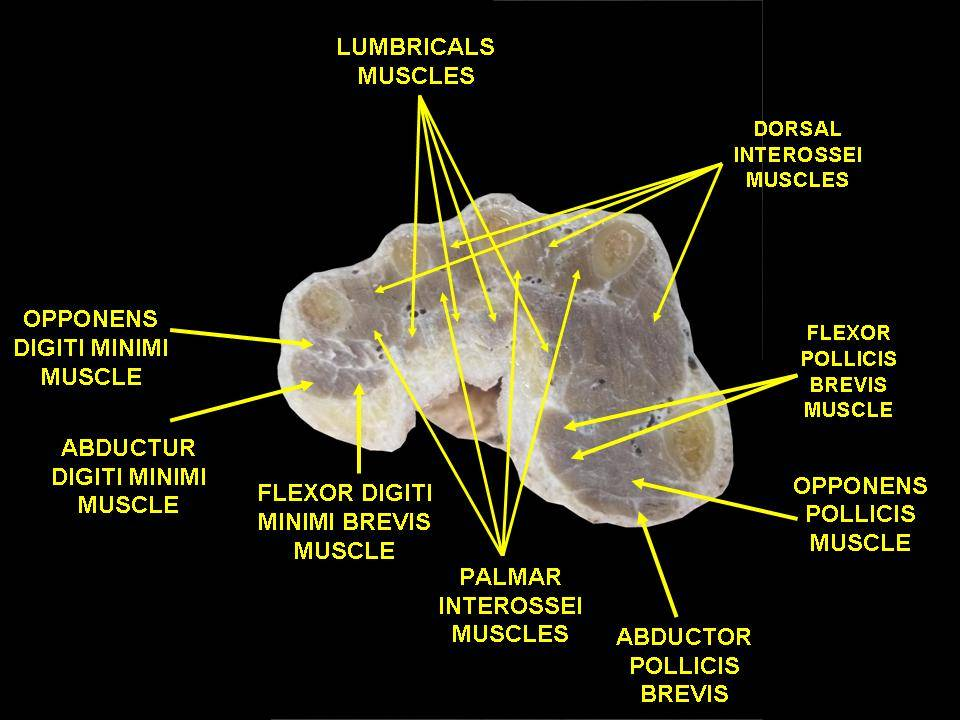
손 근육의 단면
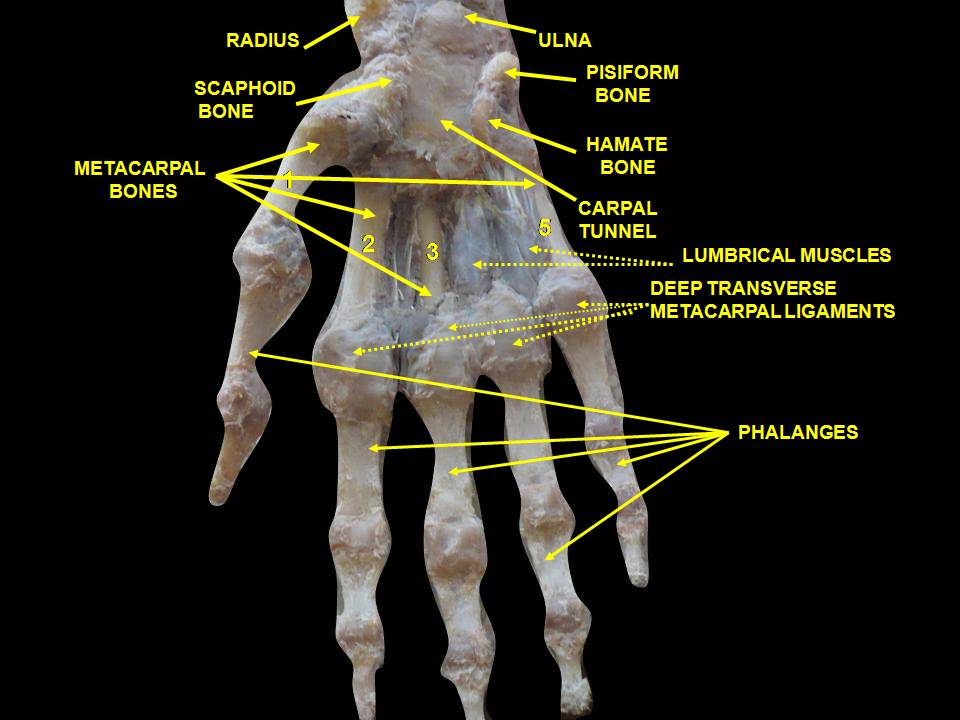
손목관절의 깊은쪽 해부. 손바닥 쪽(앞쪽)에서 본 모습.
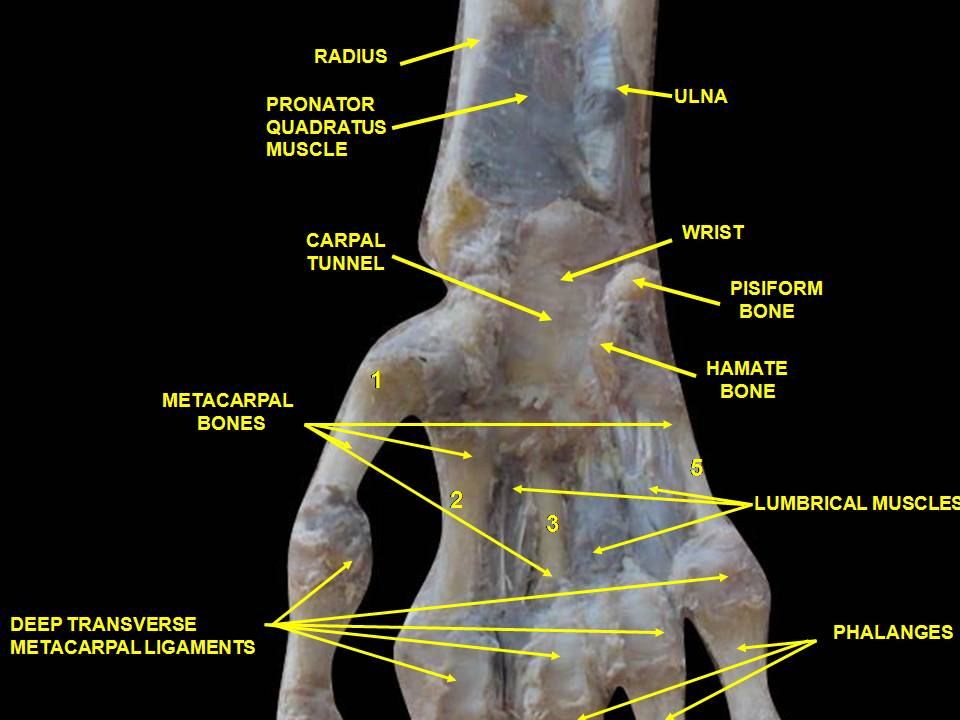
손목관절의 깊은쪽 해부. 손바닥 쪽(앞쪽)에서 본 모습.
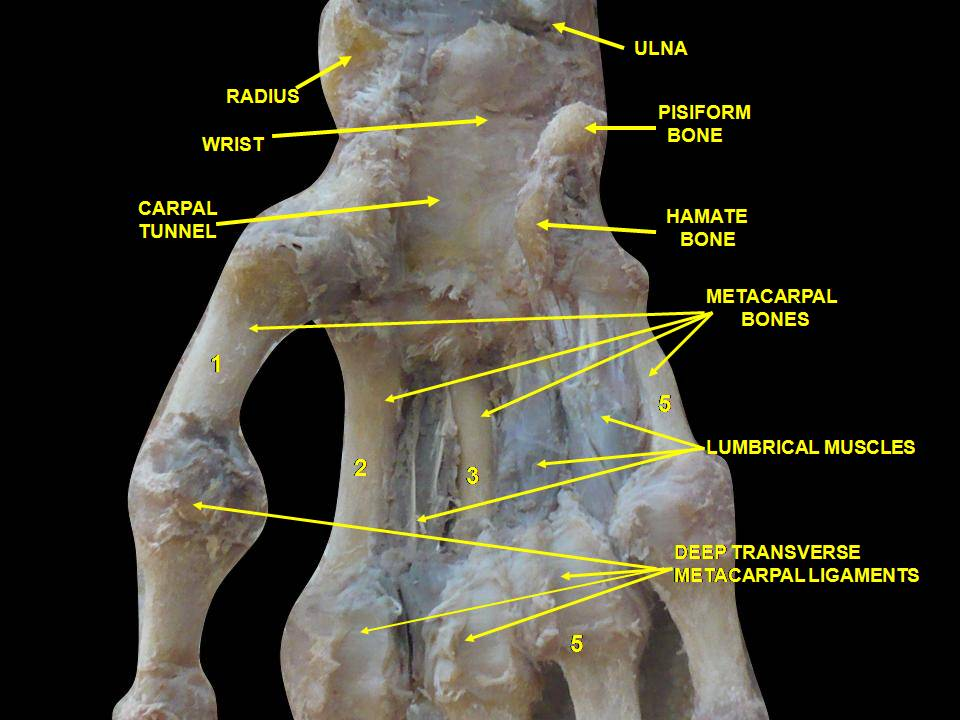
손목관절의 깊은쪽 해부. 손바닥 쪽(앞쪽)에서 본 모습.